# مرلین مارشال (بازیکن فوتبال)
مرلین مارشال (انگلیسی: Marilyn Marshall؛ زادهٔ ) بازیکن فوتبال اهل نیوزیلند است.
وی همچنین در تیم ملی فوتبال زنان نیوزیلند بازی کرده‌است.